# Mordellistena nigrescens
Mordellistena nigrescens es una especie de coleóptero de la familia Mordellidae.

## Distribución geográfica
Habita en Samoa.